# Elymus lenensis
Elymus lenensis là một loài thực vật có hoa trong họ Hòa thảo. Loài này được (Popov) Tzvelev mô tả khoa học đầu tiên năm 1973.